# Gliniszcze Wielkie
Gliniszcze Wielkie – wieś w Polsce położona w województwie podlaskim, w powiecie sokólskim, w gminie Sokółka.
W latach 1975–1998 miejscowość administracyjnie należała do województwa białostockiego.
Wieś położona jest na obszarze polodowcowym, bez wód podziemnych i o małej ilości wód powierzchniowych i gruntowych. Skałę macierzystą, na której kształtuje się gleba, stanowi glina. W związku z tym występuje tu dużo nieużytków i lasów.
Nazwa miejscowości pochodzi od gliny, stanowiącej podłoże geologiczne, na którym leży wieś. Wzmianki o wsi, pochodzące z X w., są wysnute na podstawie oględzin wielkiego cmentarzyska, zwanego Mohlicą (od mogił), leżącego obok wsi. Cmentarz powstał prawdopodobnie w XI w., w czasie wielkiego pomoru ludności miejscowej i zwierząt. W XV w. powstała tu wielka cegielnia, w której ręcznie produkowano cegły z gliny (z cegieł tych wybudowano koszary wojskowe na Osiedlu Zielonym w Sokółce).
Wieś Hliniszcze powstała na początku XVI wieku przy trakcie z Kuźnicy do Goniądza na fali osadnictwa. W latach 1558–1563, wskutek pomiary włócznej przeprowadzonej przez królową Bonę w powiecie grodzieńskim, nieregularna zabudowa i rozproszony układ pól zostały zastąpione przez regularny charakter wsi. W lipcu 1578 roku część wsi Hliniszcze została nadana przez króla Stefana Batorego Jelskim – w ten sposób od Hliniszcz oddzieliła się wieś Jelskie. W XIX wieku Hliniszcze zmieniły nazwę na Gliniszcze Stare, a w II RP na Gliniszcze Wielkie.
Wierni kościoła rzymskokatolickiego należą do parafii Przemienienia Pańskiego w Sokolanach.